# Jacob Sigisbert Adam

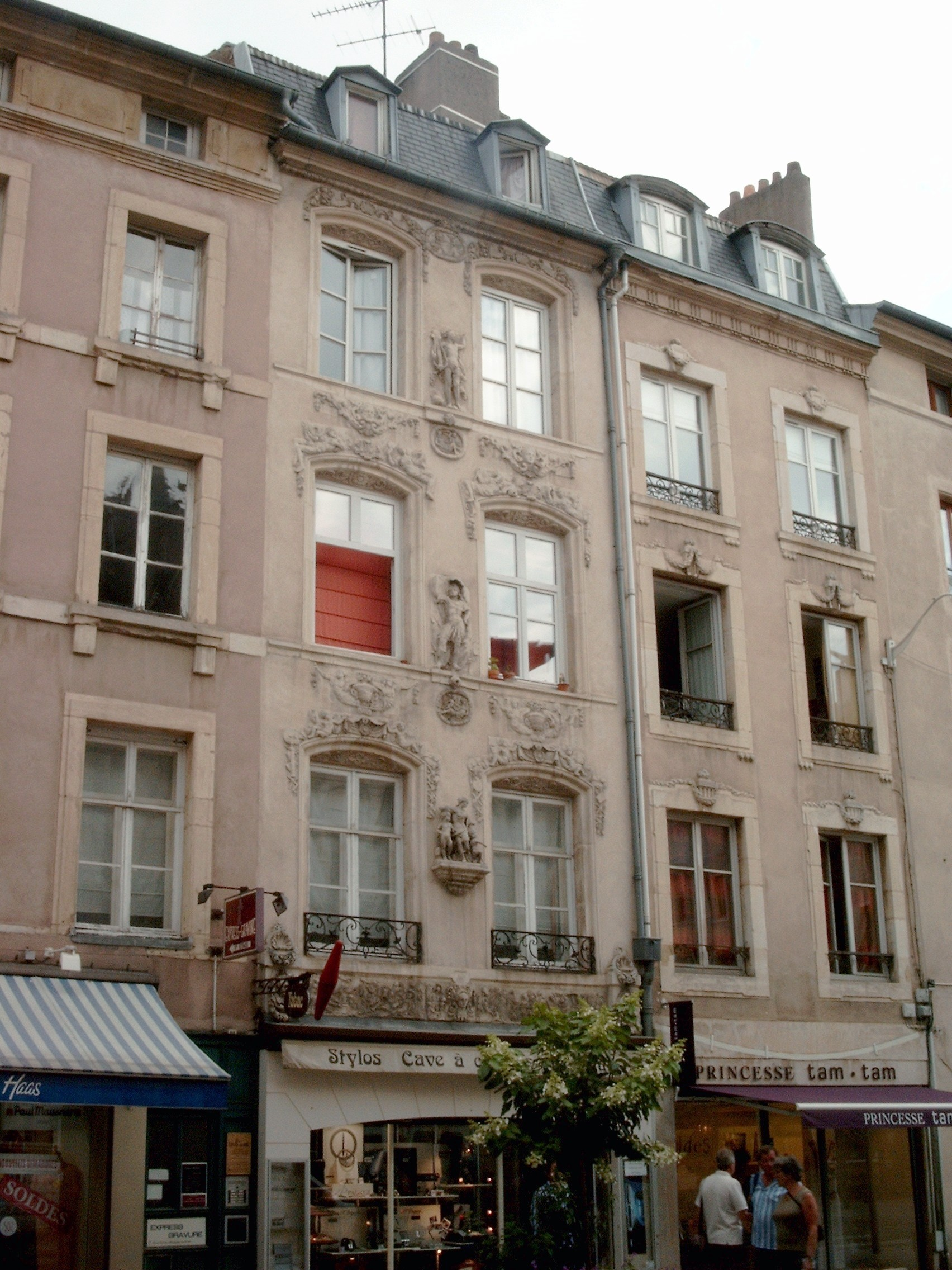
Nancy, w środku kamienica rodziny Adam. Fasada budynku została zmieniona w okresie secesji.

Jacob Sigisbert Adam (ur. 28 października 1670 w Nancy, zm. 6 maja 1747 tamże) – francuski rzeźbiarz, ojciec François Gasparda Balthasara, Lamberta Sigisberta i Nicolasa Sebastiana. Przez 12 lat pracował w Metzu (Francja) potem wrócił do Nancy, gdzie pracował dla księcia Leopolda Lotaryńskiego. Jego prace w terakocie i drewnie pozwalają rozpoznać jego niezwykłe zdolności.